# Gene Criss
Gene Criss ist ein US-amerikanischer Rockabilly-Musiker.

## Leben
Criss hatte in den 1950er-Jahren nur eine relativ kurze Karriere. Mit seiner Band, den Hep Cats, spielte er in einem Club in Virginia in dieser Zeit. Cees Klop, Besitzer von Collector Records, spürte Criss in den 1970er-Jahren auf und konnte so einige Details über seine Karriere erfahren. Seine Single, Hep Cat Baby / I Don’t Know, wurde in Criss’ Küche mit seiner Band aufgenommen und auf dem Rhythm-Label aus Portsmouth, Virginia, veröffentlicht. Rhythm war ein kleines Label, dass von den Phelps Brothers geleitet und mit Hilfe von Fernwood Records aus Memphis, Tennessee, betrieben wurde, sodass die Single nur in geringer Stückzahl erschien. Nach der Veröffentlichung der Single zog Criss sich aus dem Musikgeschäft zurück und arbeitete fortan als Gärtner.
Zwei von Criss’ Aufnahmen wurden erstmals 1989 auf der niederländischen White Label-LP Rockin' Peg veröffentlicht und sind in den folgenden Jahren immer wieder auf Kompilationen erschienen. Gegenwärtig sind zwei von Criss’ Aufnahmen auf der Zusammenstellung Virginia Rocks! The History of Rockabilly in the Commonwealth kommerziell verfügbar.

## Diskografie
| Jahr                    | Titel                       | Plattenfirma       |
| ----------------------- | --------------------------- | ------------------ |
|                         | Hep Cat Baby / I Don’t Know | Rhythm RR-102      |
| Unveröffentlichte Titel |                             |                    |
|                         | - Please Don’t Say Goodbye  | [Status unbekannt] |